# Vince Martin (cantor)
Vince Martin (nascido Vincent Marcellino; 17 de março de 1937 – 6 de julho de 2018) foi um cantor e compositor norte-americano.

## Carreira
Vince realizou com Thurston Moore, e lançou um álbum Full Circle, em 2003.
Vince foi destaque em Vagabondo!  (2010), um documentário sobre a sua vida.
Morreu em 6 de julho de 2018, aos 81 anos de idade.